# 23 مايو
- السبت
- الأحد
- الاثنين
- الثلاثاء
- الأربعاء
- الخميس
- الجمعة

- 2628 شوال 1446  هـ
- 2729 شوال 1446  هـ
- 2830 شوال 1446  هـ
- 291 ذو القعدة 1446  هـ
- 302 ذو القعدة 1446  هـ
- 13 ذو القعدة 1446  هـ
- 24 ذو القعدة 1446  هـ
- 35 ذو القعدة 1446  هـ
- 46 ذو القعدة 1446  هـ
- 57 ذو القعدة 1446  هـ
- 68 ذو القعدة 1446  هـ
- 79 ذو القعدة 1446  هـ
- 810 ذو القعدة 1446  هـ
- 911 ذو القعدة 1446  هـ
- 1012 ذو القعدة 1446  هـ
- 1113 ذو القعدة 1446  هـ
- 1214 ذو القعدة 1446  هـ
- 1315 ذو القعدة 1446  هـ
- 1416 ذو القعدة 1446  هـ
- 1517 ذو القعدة 1446  هـ
- 1618 ذو القعدة 1446  هـ
- 1719 ذو القعدة 1446  هـ
- 1820 ذو القعدة 1446  هـ
- 1921 ذو القعدة 1446  هـ
- 2022 ذو القعدة 1446  هـ
- 2123 ذو القعدة 1446  هـ
- 2224 ذو القعدة 1446  هـ
- 2325 ذو القعدة 1446  هـ
- 2426 ذو القعدة 1446  هـ
- 2527 ذو القعدة 1446  هـ
- 2628 ذو القعدة 1446  هـ
- 2729 ذو القعدة 1446  هـ
- 281 ذو الحجة 1446  هـ
- 292 ذو الحجة 1446  هـ
- 303 ذو الحجة 1446  هـ
- 314 ذو الحجة 1446  هـ
- 15 ذو الحجة 1446  هـ
- 26 ذو الحجة 1446  هـ
- 37 ذو الحجة 1446  هـ
- 48 ذو الحجة 1446  هـ
- 59 ذو الحجة 1446  هـ
- 610 ذو الحجة 1446  هـ

23 مايو أو 23 أيَّار أو 23 مايس أو 23 نوَّار أو يوم 23 \ 5 (اليوم الثالث والعشرون من الشهر الخامس) هو اليوم الثالث والأربعون بعد المئة (143) من السنوات البسيطة، أو اليوم الرابع والأربعون بعد المئة (144) من السنوات الكبيسة وفقًا للتقويم الميلادي الغربي (الغريغوري). يبقى بعده 222 يوما لانتهاء السنة.

## أحداث
- 822 - عبد الرحمن بن محمد بن عبد الله يتولى الحكم في الأندلس بعد وفاة جده الأمير عبد الله بن محمد بن عبد الرحمن.
- 1040 - السلطان السلجوقي طغرل بك ينتصر على جيش الدولة الغزنوية في معركة داندقان ويستولي على خراسان ويجبر الغزنويين على الاعتراف بالدولة السلجوقية كأكبر وأقوى دولة في المنطقة.
- 1524 - طهماسب الأول يجلس على عرش الدولة الصفوية خلفًا لأبيه الشاه إسماعيل الأول.
- 1533 - الإعلان عن إلغاء وبطلان زواج هنري الثامن ملك إنجلترا من كاترين أراغون.
- 1911 - الرئيس ويليام هوارد تافت يفتتح مكتبة نيويورك العامة، وهو أضخم بناء رخامي بُني في مدينة نيويورك.
- 1915 - إيطاليا تعلن الحرب على ألمانيا وتنضم إلى الحلفاء وذلك بعد إعلان الإمبراطورية النمساوية المجرية الحرب عليها وذلك في الحرب العالمية الأولى.
- 1918 - كوستاريكا تعلن الحرب على ألمانيا وذلك أثناء الحرب العالمية الأولى.
- 1926 - إعلان قيام الجمهورية اللبنانية وذلك بعد إقرار مجلس الممثلين للدستور.
- 1933 - التونسيون يحتجون على قرار المقيم العام الفرنسي بإقامة مقبرة عامة للمسلمين والمسيحيين.
- 1949 - الإعلان عن قيام جمهورية ألمانيا الاتحادية.
- 1960 - رئيس وزراء إسرائيل دافيد بن غوريون يعلن عن اعتقال النازي أدولف أيخمان.
- 1967 - الرئيس المصري جمال عبد الناصر يعلن إغلاق خليج العقبة في وجه الملاحة الإسرائيلية، وكان هذا الإغلاق سببًا في نشوب حرب 1967.
- 1989 - بدء أعمال مؤتمر القمة العربية السابع عشر في الدار البيضاء والذي حضرته مصر لأول مرة بعد المقاطعة العربية.
- 2001 - فوز نادي بايرن ميونخ الألماني بدوري أبطال أوروبا للمرة الرابعة في تاريخه بفوزه على نادي فالنسيا الإسباني بركلات الترجيح.
- 2009 -
  - مجلة دير شبيغل الألمانية تنشر تقريرا يفيد بوجود أدلة تشير إلى تورط حزب الله في جريمة اغتيال رئيس وزراء لبنان الأسبق رفيق الحريري.
  - الإعلان عن انتحار رئيس كوريا الجنوبية السابق روه مو هيون.
- 2012 - بدء عملية التصويت في انتخابات الرئاسة المصرية، وهي الانتخابات الأولى بعد ثورة 25 يناير وسقوط نظام محمد حسني مبارك.
- 2017 - الرئيس الفلبيني رودريغو دوتيرتي يُعلن إقامة القوانين العُرفيَّة في جزيرة مينداناو بسبب الصدامات العسكريَّة بين الحُكومة الفلبينيَّة وجماعتيّ مُواتي وأبو سيَّاف في مدينة مراوي ذات الغالبيَّة المُسلمة.
- 2018 - فوز رئيس مجلس النُوَّاب اللُبناني نبيه برِّي بِولايةٍ رئاسيَّةٍ سادسة بعد أن نال 98 صوتًا نيابيًّا من أصل 128.
- 2022 - فوز حزب العمال في أستراليا بقيادة أنتوني ألبانيز بأغلبية المقاعد في الانتخابات الاتحادية الأسترالية.
- 2023 - فوز حزب الديمقراطية الجديدة بأغلبية 40.79 % في الانتخابات البرلمانية في اليونان، وبلغت نسبة المشاركة 60.93%.

## مواليد
- 1707 - كارولوس لينيوس، عالم نبات سويدي.
- 1891 - بار لاغركفيست، أديب سويدي حاصل على جائزة نوبل في الأدب عام 1951.
- 1892 - بيتشيتشي، لاعب كرة قدم إسباني.
- 1908 - جون باردين، عالم فيزياء أمريكي حاصل على جائزة نوبل في الفيزياء عام 1956 وعام 1972.
- 1910 - سكاتمان كروذرس، ممثل وموسيقي أمريكي.
- 1917 - إدوارد نورتون لورنتز، عالم رياضيات وأرصاد جوية أمريكي.
- 1925 - جوشوا ليدربرغ، طبيب أمريكي حاصل على جائزة نوبل في الطب عام 1958.
- 1949 - آلن غارسيا، رئيس بيرو.
- 1950 - ريتشارد تشيس مجرم أمريكي
- 1965 -
  - مانويل سانشيز، لاعب كرة قدم إسباني.
  - كابي ياماغوتشي، ممثل أداء صوتي ياباني.
- 1969 - طلال فهد الأحمد الصباح، رئيس الاتحاد الكويتي لكرة القدم.
- 1974 - جيول، مغنية أمريكية.
- 1976 - ريكاردينيو، لاعب كرة قدم برازيلي.
- 1977 - ضياء جبيلي، كاتب قاص عراقي .
- 1980 - ثيوفانيس غيكاس، لاعب كرة قدم يوناني.
- 1988 - محمد رمضان، ممثل مصري.

## وفيات
- 1333 - هوجو تاكاتوكي، حاكم ياباني.
- 1498 - سافونارولا، حاكم فلورنسا.
- 1524 - إسماعيل الصفوي، شاه إيران ومؤسس الدولة الصفوية.
- 1701 - وليام كيد، قرصان اسكتلندي.
- 1857 - أوغستين لوي كوشي، عالم رياضيات فرنسي.
- 1868 - كيت كارسون، كشاف أمريكي.
- 1906 - هنريك إبسن، كاتب مسرحي نرويجي.
- 1945 - هاينريش هيملر، وزير الأمن والقوات الخاصة في ألمانيا النازية.
- 1981 - محمد خيري، مُطرب سوري.
- 1993 - زينب صدقي، ممثلة مصرية.
- 1997 - عبد الله خريبط، ممثل ومسرحي ومخرج كويتي.
- 2000 - مشاري بن عبد العزيز آل سعود، أمير سعودي.
- 2004 - محمد ضيف الله القحص، نائب في مجلس الأمة الكويتي.
- 2005 - عبد العزيز حمد الصقر، رئيس مجلس الأمة الكويتي.
- 2009 - روه مو هيون، رئيس كوريا الجنوبية.
- 2015 - جون فوربس ناش، عالم رياضيات أمريكي.
- 2017 - علي البريكي، ممثل كويتي.
- 2022 - أحمد القطان، داعية وعالم مسلم كويتي.

## أعياد ومناسبات
- اليوم العالمي للسلحفاة.

## وصلات خارجية
- وكالة الأنباء القطريَّة: حدث في مثل هذا اليوم.
- النيويورك تايمز: حدث في مثل هذا اليوم.
- BBC: حدث في مثل هذا اليوم.